# Carinacea
Infra-classe
Les Carinacea sont une infra-classe d'oursins au sein de la sous-classe des oursins modernes (Euechinoidea).

## Caractéristiques
Cette infra-classe a été établie par Andreas Kroh (d) et Andrew Benjamin Smith (d) en 2010 pour réunir tous les oursins réguliers à dents incurvées ; les irregularia en seraient de proches dérivés.
Ce groupe contient la grande majorité des oursins réguliers actuels : les seuls groupes abondants à faible profondeur n'en faisant pas partie sont les Diadematidae et les Echinothuriidae.

## Classification
Liste des ordres selon World Register of Marine Species (13 avril 2022) :
- Super-ordre Calycina Gregory, 1900 
  - Ordre Phymosomatoida Mortensen, 1904 †
- Super-ordre Echinacea Claus, 1876
  - Ordre Arbacioida (Gregory, 1900) -- 1 famille actuelle
  - Ordre Camarodonta (Jackson, 1912) -- 8 familles actuelles
  - Ordre Salenioida Delage & Hérouard, 1903  -- 1 famille actuelle
  - Ordre Stomopneustoida (Kroh & Smith, 2010) -- 2 familles actuelles (monospécifiques)
  - Famille Glyphopneustidae  Smith & Wright, 1993 †
- Famille Hemicidaridae Wright, 1857 †
- Famille Orthopsidae Duncan, 1889 †
- Famille Pseudodiadematidae Pomel, 1883 †

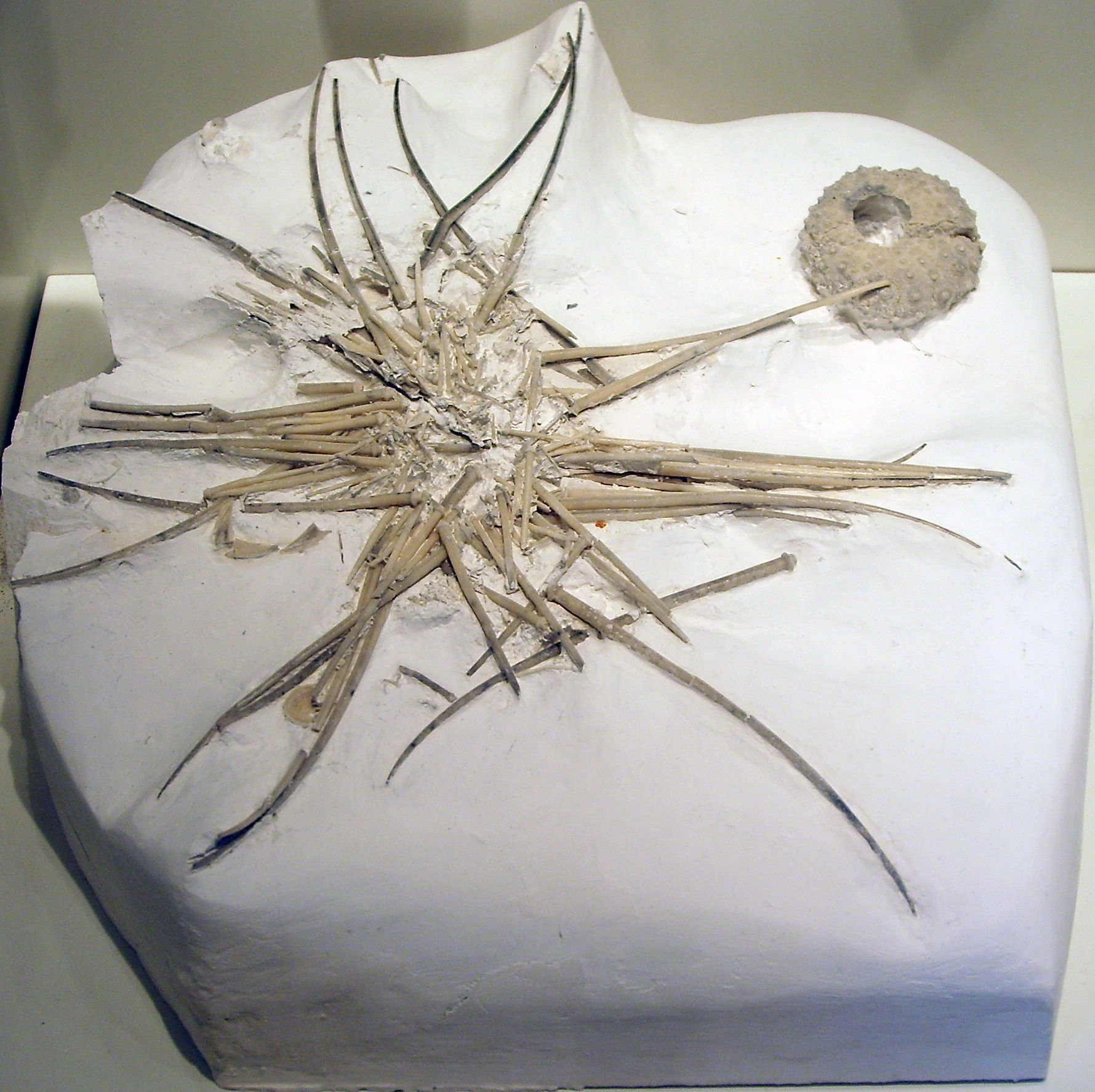
Phymosoma granulosum (Phymosomatoida).
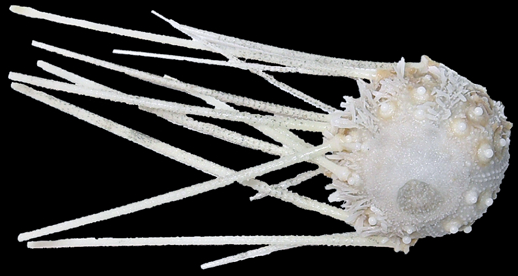
Salenocidaris hastigera (Salenioida).
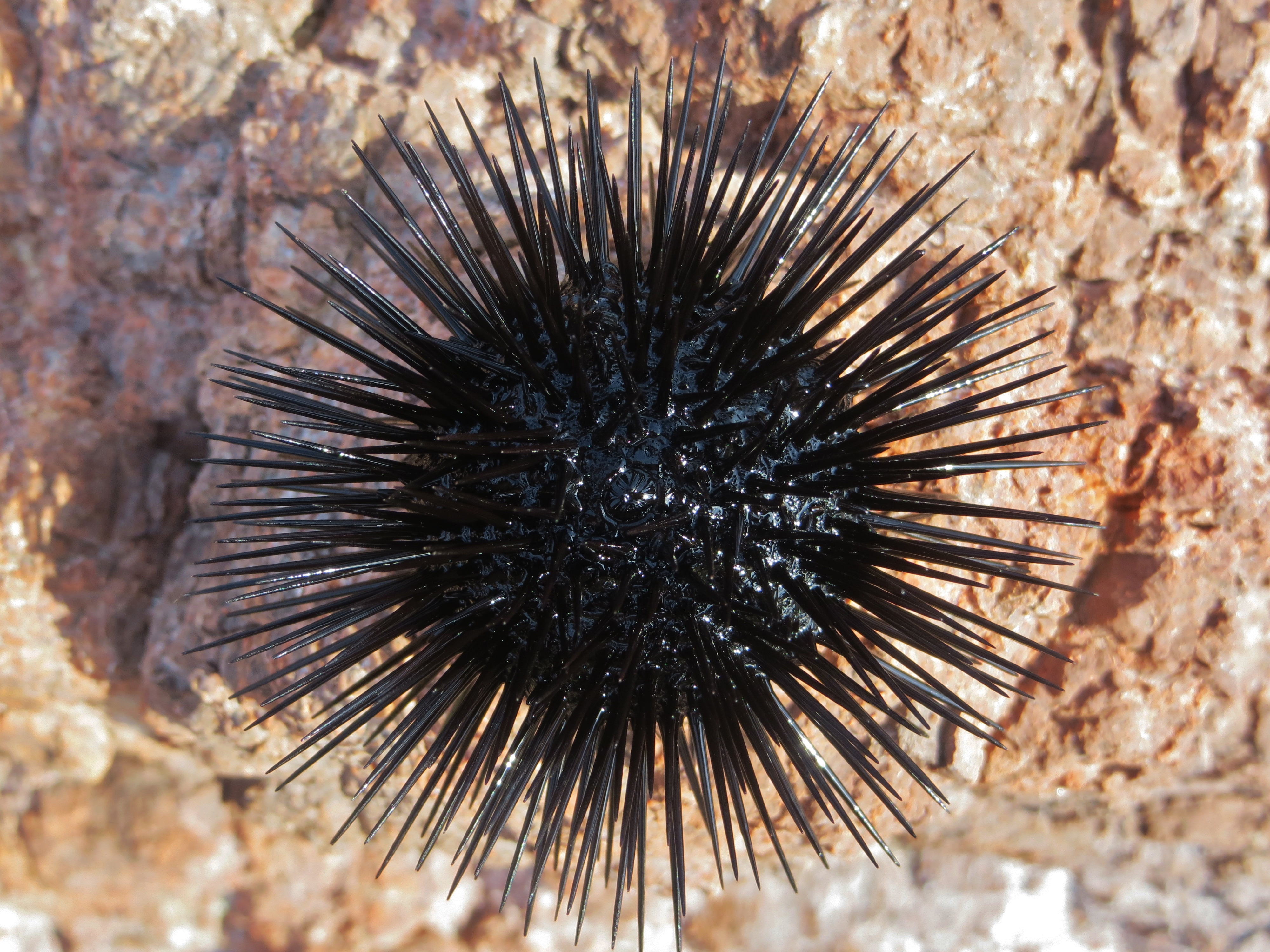
Arbacia lixula (Arbacioida).
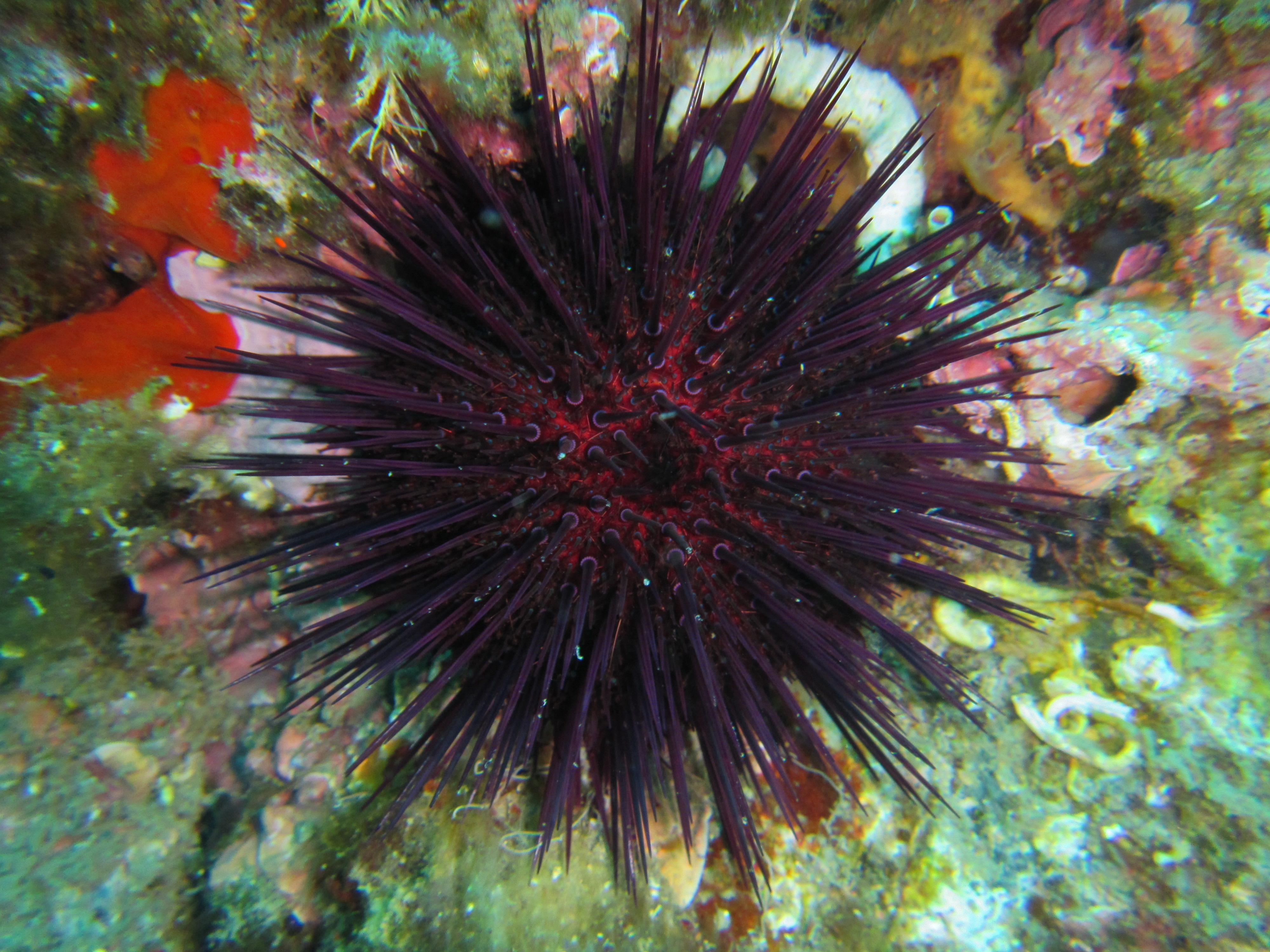
Paracentrotus lividus (Camarodonta).
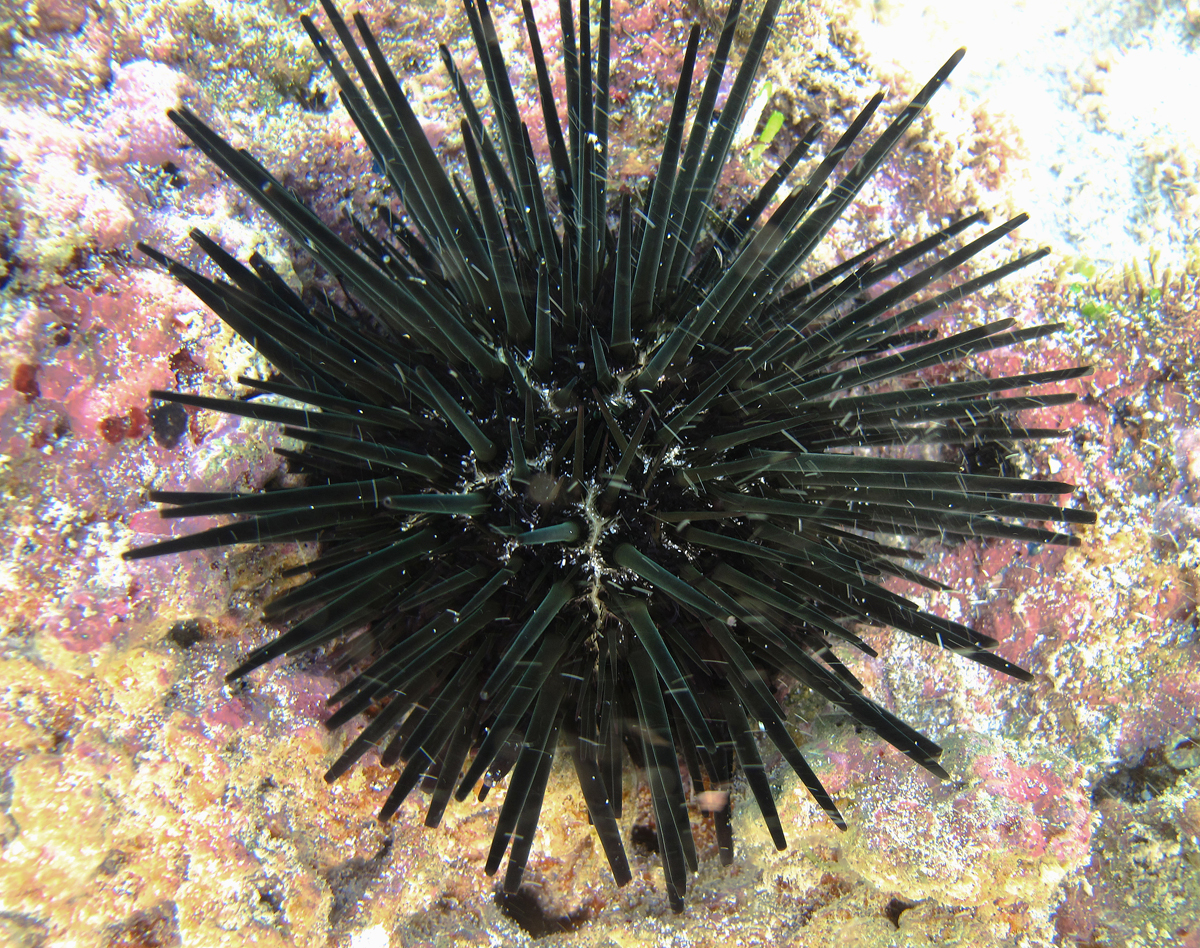
Stomopneustes variolaris (Stomopneustoida).
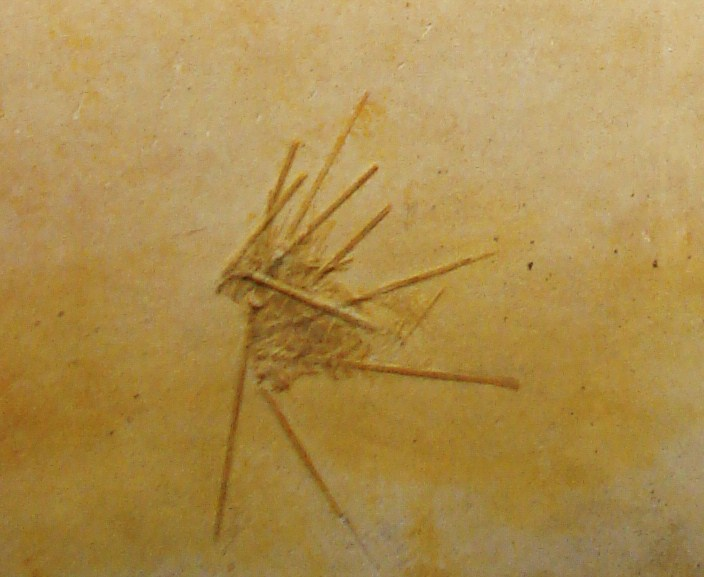
Hemicidaris intermedia (Hemicidaridae).
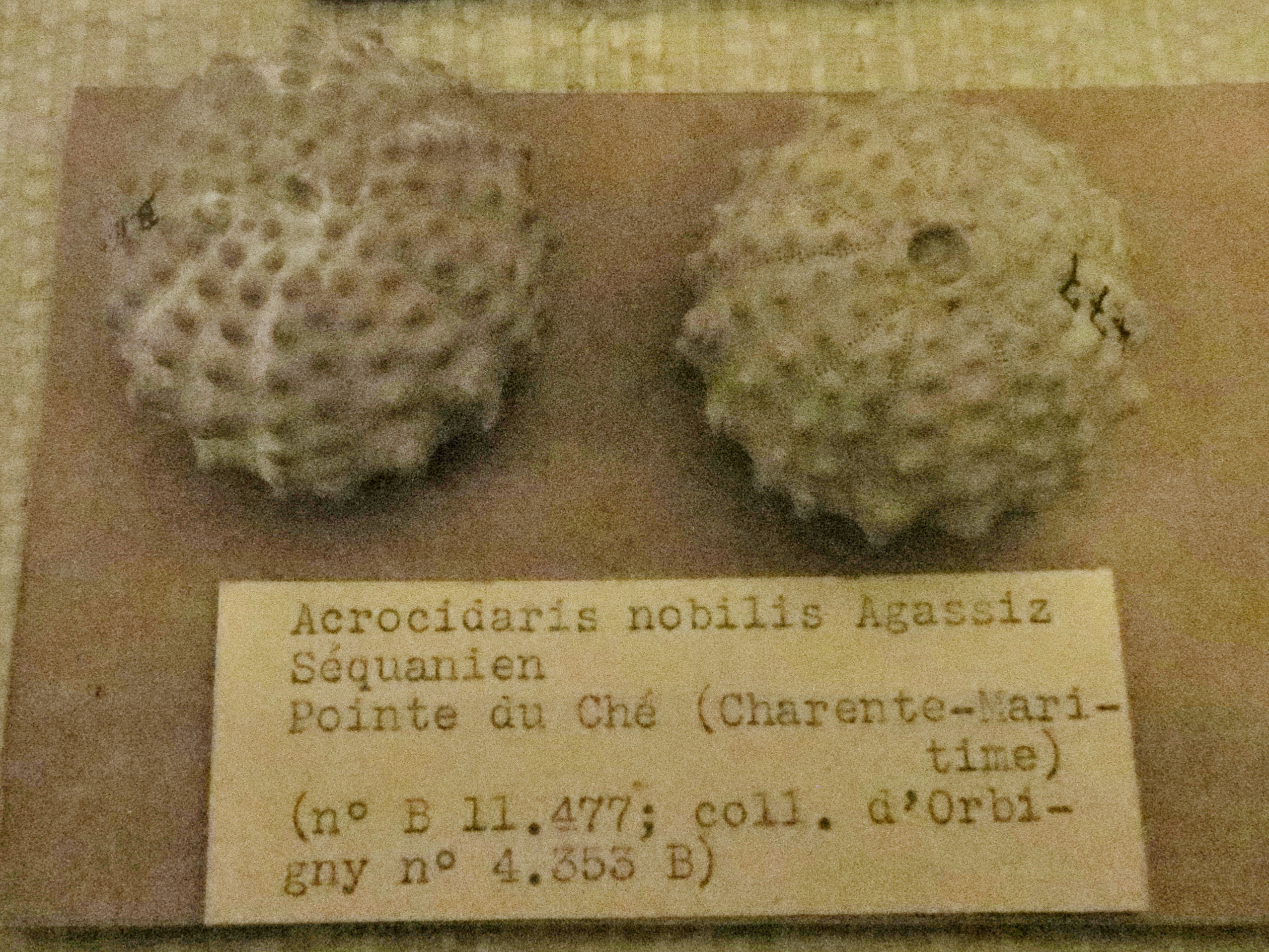
Acrocidaris nobilis (Pseudodiadematidae).